# Georg August von Auenfels

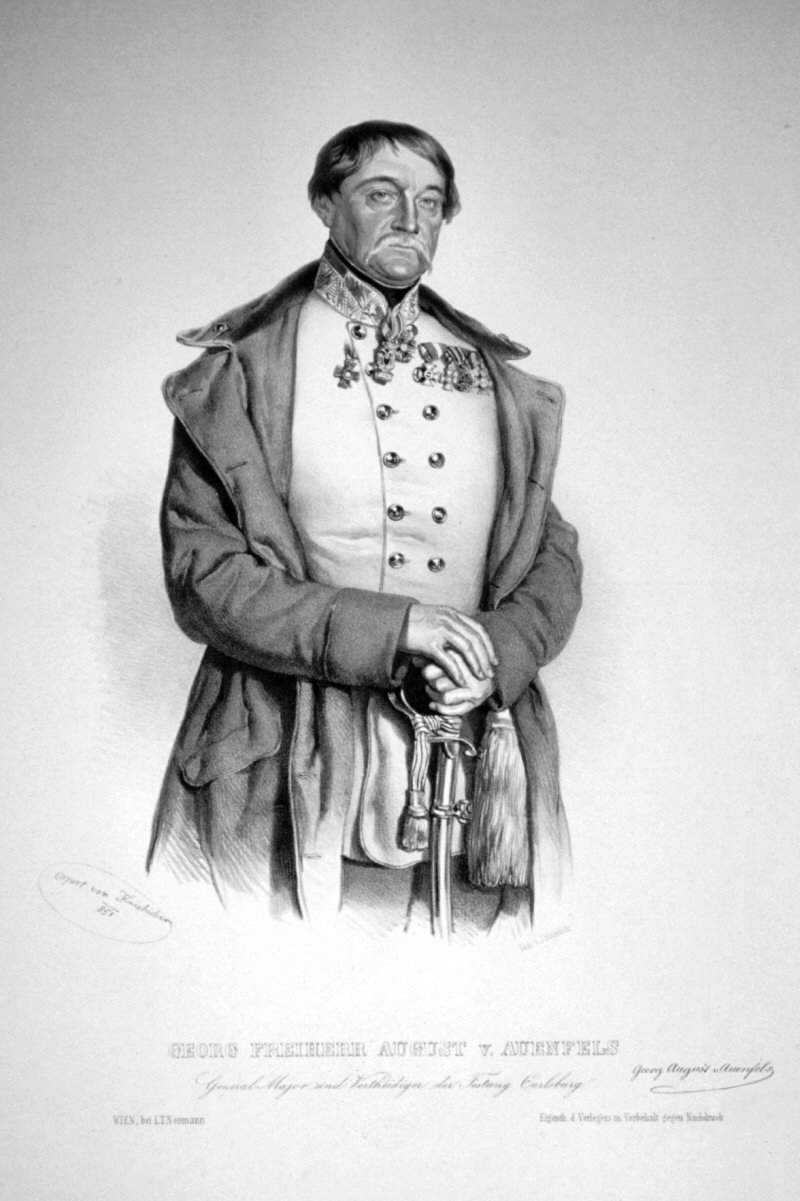
Georg August von Auenfels, Lithographie von Joseph Kriehuber 1851

Georg Freiherr August von Auenfels (* 11. April 1773 in Broszkowce in Kroatien; † 12. März 1852 in Wien) war ein österreichischer Generalmajor und Ritter des Militär-Maria-Theresia-Ordens.

## Leben
Seine Kindheit und Jugend sind unbekannt. Er war der Sohn des 1801 mit dem Prädikat „von Auenfels“ nobilitierten k.k. Hauptmanns Sebastian August und Bruder des späteren Generalmajors Stefan August von Auenfels. Mit 18 Jahren trat er 1791 als Fahnencadet in das Infanterie-Regiment „Oroß“ Nr. 31 der Kaiserlichen Armee ein. Nach Versetzung in das Infanterie-Regiment Nr. 58 wurde er Fähnrich und nahm später an den französischen Feldzügen teil, in denen er sich auszeichnete. In den folgenden Jahren gibt es keine Nachrichten über ihn. Erst 1824, mit seiner Beförderung zum Major und weitere neun Jahre später (1833) zum Oberstleutnant wird er wieder erwähnt. 1838 verließ er die Armee mit Pensionsanspruch und dem Charakter als Oberst (Ruhestandsdienstgrad).
Im Jahre 1840 übernahm er das Schlosskommando von Maros-Vasarhely im heutigen Rumänien, das er aber aufgeben musste, als im Jahre 1848 die Revolution auch in dieser Stadt ausbrach und von dort aus um sich griff. Georg von Auenfels floh in die Festung Karlsburg und übernahm dort 1849 das Kommando. Während der 144-tägigen Einschließung dieser Festung durch Aufständische zeichnete er sich erneut aus. Sein „unerschütterlicher Mut und glänzende Beweise von Tapferkeit“ wurden hervorgehoben. Es gelang ihm, die unzureichend versorgte Festung durch geschickt geplante und gut ausgeführte Ausfälle mit den nötigen Vorräten zu versorgen. Auch während mehrerer Beschießungen der Festung durch die Aufständischen vermochte er Bevölkerung und Besatzung so zu führen, dass die Festung bis zur Entsetzung unter seiner Kontrolle blieb. Am 1. August 1849 kamen ihm russische Truppen unter General Hasfort zu Hilfe, die die Aufständischen endgültig in Gefechten bei Mühlenbach und Reußmark schlugen.
Er blieb auch danach Kommandant der Festung. Zum Lohn für seine ausdauernde und geschickte Führung der eingeschlossenen Festung wurde er 1850 unter gleichzeitiger Erhebung in den Freiherrenstand mit dem Militär-Maria-Theresien-Orden und dem Orden der Eisernen Krone ausgezeichnet und 1851 zum Generalmajor befördert. In diesem Jahre ging er erneut in Pension, konnte seinen Ruhestand aber nur noch ein Jahr genießen.
Vor seinen Tod adoptierte er den Sohn seiner Schwester Carl Billek, dadurch entstand die Linie Billek-August von Auenfels.